# Joseph-Gérard Van Goolen
Pour les articles homonymes, voir Van Goolen.
 (avril 2024).
 (avril 2024).
 (avril 2024).
Si vous disposez d'ouvrages ou d'articles de référence ou si vous connaissez des sites web de qualité traitant du thème abordé ici, merci de compléter l'article en donnant les références utiles à sa vérifiabilité et en les liant à la section « Notes et références ».
Joseph-Gérard Van Goolen, né à Malines le 22 janvier 1885 et mort le 10 septembre 1944 à Woluwe-Saint-Lambert, était un sculpteur belge.

## Biographie
Fils de Joseph-Gérard Van Goolen, forgeron à l'Arsenal de Malines et de Rosalia Thys, il était le cinquième de sept enfants. Sa famille était pauvre mais ses parents étaient généreux : ils adoptèrent trois orphelins[réf. nécessaire]. 
Élève intelligent[réf. nécessaire], il se voit proposer de continuer ses études par le clergé de sa paroisse ; mais son père refuse pour ne pas favoriser un de ses enfants. 
À douze ans, sur le conseil de l'une de ses sœurs qui le trouve doué pour le dessin, Joseph-Gérard devient apprenti à l'atelier de sculpture sur bois que dirigeait le père de Rik Wouters (1882-1916) — à cette époque, le jeune Rik, ayant grappillé quelques sous, faisait une fugue en Ardenne après s'être emparé d'un vieux revolver. Sans le dire à son père, le jeune Joseph-Gérard fréquente les cours de dessin de Jean Guillaume Rosier, (1858-1931) à l'Académie de Malines. Un modèle refuse de poser devant un gamin en culottes courtes… Il faut lui expliquer que ce gamin est le meilleur élément de la classe. Rosier, qui est également professeur de peinture (il fut notamment celui de Rik Wouters), dissuade le jeune Van Goolen de continuer la peinture et l'oriente vers la sculpture. 
En 1908, il vient à Bruxelles travailler dans les ateliers d'ornement du baron Empain (1852-1929) qui lui permet de suivre les cours du matin et du soir à l'Académie royale des beaux-arts de la Ville de Bruxelles. Il a pour professeurs Victor Rousseau (1865-1954) et Paul Du Bois (1859-1938). Accepté en figure antique, sa seconde étude s'effondre faute d'armature suffisante. On ne lui permet de continuer qu'après qu'il a montré ses capacités dans un bas-relief où il peut appliquer ses connaissances d'ornemaniste et de dessinateur sans être handicapé par une technique qu'il ne maîtrise pas encore. 
À l'époque, il ne parle pas un mot de français et doit se faire traduire les explications et conseils de ses professeurs. Il remporte néanmoins de nombreux prix et, en 1913, une bourse de voyage au concours triennal de sculpture, qui lui permet de découvrir Paris et l'Italie où il est surpris par la guerre. À la recherche de ses parents réfugiés, il part en Angleterre et travaille un peu à l'Académie de Londres. Il retrouve ses parents en Hollande, s'installe à Nuenen, en Brabant-Septentrional, où il découvre l'œuvre et la correspondance de Van Gogh (1853-1890) dans l'atelier duquel il travaille quelque temps. (En effet, Vincent a séjourné quelque temps dans le presbytère paternel à Nuenen de septembre à décembre 1883.)[réf. nécessaire].
Peu après, le jeune artiste s'installe à Eindhoven dans une ferme abandonnée avec trois de ses plus fidèles amis : Alfons Blomme (1878-1940), Georges Higuet (1892-1956) et Nicolas Eekman (1889-1973). 
Rentré en Belgique, il reprend les cours du jour de l'Académie de Bruxelles et le soir ceux de l'Académie de Saint-Josse.
Le 19 avril 1919, il épouse Irma Van Campenhoudt, couturière, qu'il avait rencontrée avant-guerre mais dont il avait été séparé pendant quatre ans. 
En 1920, bénéficiant d'un sursis à la suite des années de guerre, il remporte le grand prix de Rome de sculpture, en compagnie de Alfons Blomme (peintre) et Max Van Dyck (peintre, 1902-1992). Ayant plusieurs fois recommencé la figure centrale de sa composition et l'ayant une nouvelle fois démolie l'avant-dernier jour, le modèle refuse de poser encore. Il est obligé d'aller le relancer chez lui et il ne parvient à le convaincre de le suivre qu'à la condition de lui offrir à boire dans chaque café rencontré. Il refait néanmoins sa figure en un jour et remporte le prix. 
En 1921, il exécute le Monument aux Déportés de Malines et devient professeur d'art ornemental sur bois à l'académie de Malines. 
Tony Van Goolen, son fils, naît le 10 avril 1924 et, en 1925, Joseph-Gérard et sa femme achètent une maison à Woluwe-Saint-Lambert. L'installation à Woluwe d'un grand nombre d'artistes, de musiciens et d'hommes de lettres, induira dès 1934 la création d'un cercle informel, baptisé « La Woluwe », dont le but sera d'encourager la vie artistique locale par l'organisation d'expositions, de conférences et de concerts, et de soutenir la vocation des jeunes artistes. Ce cercle regroupera autour de Montald, les artistes majeurs de la commune : les peintres Victor Gilsoul, Jean Laudy, Edgard Tytgat, Henri-Victor Wolvens, Jean-Roch Collon, Michel Sterckmans, les sculpteurs Oscar Jespers, Joseph-Gérard Van Goolen et Raymond de Meester de Betzenbroeck. Ce groupement préfigure la fondation du cercle « Les Artistes de Woluwe-Saint-Lambert » structuré sous forme d'ASBL en 1938 et placé sous la présidence de Montald.  
En 1929, il fait une importante exposition personnelle, fort remarquée, au Cercle artistique avec Henri-Victor Wolvens (1896-1977). De là date leur profonde amitié et leur estime réciproque. C'est vers cette époque qu'il fait le buste de Louis Thévenet (1874-1930) avec qui il a également des rapports d'amitié.
« Thévenet aimait beaucoup mon père et aurait voulu le voir plus souvent car mon père, très sobre, avait une heureuse influence sur lui. Je me souviens d'une visite à Thévenet, où nous avions amené des boudins, sachant combien il les aimait. Thévenet ayant ouvert le paquet et l'ayant laissé tomber sur la table, s'écria : "Regarde comme c'est beau, n'y touche pas, je vais les peindre demain". Nous avons dîné ce jour-là d'un gâteau à la crème puis, pour compléter, de harengs à la daube. Emballé par son buste, Thévenet voulait offrir une de ses plus belles toiles en échange, malheureusement mon père, trop modeste, choisit une petite nature morte, beaucoup moins importante. » (Tony Van Goolen)[réf. nécessaire]
Il expose en 1934 à la galerie d'Egmont et fait aussi quelques expositions en compagnie de Wolvens, J. Gooris, Pierre Scoupreman et Charles Counhaye (1884-1971), sous la dénomination du « groupe des V », notamment en 1935 à la galerie Georges Giroux. 
Fort apprécié par quelques amis architectes, il fait de nombreux travaux décoratifs : les orgues de l'abbaye de Tongerlo ; sur l'autel d'une allée latérale : deux chapiteaux : l'annonce faite à Marie et Marie en visite chez sa nièce Élisabeth (tous deux en pierre) ; au-dessus de l'autel : Sainte Vierge à l'enfant Jésus (pierre) ; sur l'orgue dans le chœur : Sainte Cécile et des anges (bois) ; au-dessus des clés de voûte des deux entrées latérales : deux bas-reliefs de saints norbertins : Saint Giselbertus et Saint Siardus (tous deux en pierre).
Il réalise aussi La Science au Grand Palais et Minerve au pavillon de la Ville de Bruxelles à l'Exposition de 1935, plusieurs figures religieuses à l'église Saint-Lambert à Woluwe ainsi qu'à l'église Saint-Augustin de Forest (grâce à son ami André Watteyne, co-architecte de l'église avec Léon Guiannotte (1891-1976)), des sculptures au château de Feluy, un groupe sur le blason de la commune sur le fronton de l'hôtel communal de Woluwe-Saint-Lambert, ainsi qu'un « cracheur » qui ornait une fontaine à l'emplacement de l'actuelle entrée principale de la station Tomberg. 
En 1930, les anciens élèves de Jean-François Vervloesem (instituteur à Woluwe), lui commandent le buste de leur maître. Celui-ci orne encore le préau de l'école à laquelle il a donné son nom.
Excellent dessinateur, il réalise également de nombreux fusains et sanguines. Ses modèles sont sa femme, son fils, ses amis.
Il continue à travailler pour lui-même : des figures et de nombreux bustes d'amis : Charles Counhaye, Henri-Victor Wolvens, Émile Dony (1865-1944), Jean Laudy (1877-1956), Pierre Scoupreman (1873-1960), Armand Apol (1879-1950), Paul De Gobert (1891-1963), Edgard Tytgat (1879-1957), Michel Sterckmans (1883-1956), Félix Buelens (1850-1921), Constant Montald (1862-1944), Jos Van Hoof (1889-1937). 
Caractère renfermé, excessivement modeste et exigeant envers lui-même, aimant le travail parfait, il détruisit les trois quarts de ses œuvres. 
Vivant de ses travaux de décoration, il se montrait peu au public. 
Un exemple de son exigence : « Le buste du jeune garçon (le Petit Grelé), qui est à mon avis une des plus belles œuvres de mon père, avait été abandonné, séché, puis rejeté au bac à terre où il fut repêché par Wolvens. C'est au séjour dans l'humidité du bac par temps de gel qu'il doit d'être grelé. » (Tony Van Goolen)[réf. nécessaire].
Joseph-Gérard Van Goolen est décédé à son domicile de Woluwe-Saint-Lambert, le 10 septembre 1944 d'une hémorragie intracérébrale. 
La commune de Woluwe-Saint-Lambert lui a consacré une de ses voiries (avenue Joseph-Gérard Van Goolen).